# Soma Anzai
Soma Anzai (japanisch 安斎 颯馬 Anzai Soma; * 29. September 2002 in Tokio, Präfektur Tokio) ist ein japanischer Fußballspieler.

## Karriere
Soma Anzai erlernte das Fußballspielen in der Jugendmannschaft des FC Tokyo, in der Schulmannschaft der Aomori Yamada High School sowie in der Universitätsmannschaft der Waseda-Universität. Die Saison 2023 wurde er an seinen Jugendverein FC Tokyo ausgeliehen. Der Verein spielte in der ersten Liga. Sein Erstligadebüt gab Soma Anzai am 6. Mai 2023 (12. Spieltag) im Auswärtsspiel gegen Hokkaido Consadole Sapporo. Bei der 5:1-Niederlage wurde er nach der Halbzeitpause für Shūto Abe eingewechselt. Während der Ausleihe bestritt er zwei Erstligaspiele sowie zwei Spiele im J.League Cup. Nach der Ausleihe wurde er vom FC Tokyo fest unter Vertrag genommen.